# Nyctiprogne
A Nyctiprogne a madarak (Aves) osztályának lappantyúalakúak (Caprimulgiformes) rendjébe, ezen belül a lappantyúfélék (Caprimulgidae) családjába és az estifecskeformák (Chordeilinae) alcsaládjába tartozó nem.

## Rendszerezésük
A nemet Charles Lucien Jules Laurent Bonaparte francia ornitológus 1857-ben, az alábbi 2 faj tartozik ide:
- csíkosfarkú lappantyú (Nyctiprogne leucopyga)
- Nyctiprogne vielliardi

## Előfordulásuk
Dél-Amerika területén honosak. Természetes élőhelyeik a szubtrópusi vagy trópusi síkvidéki esőerdők és szavannák. Állandó, nem vonuló fajok.

## Megjelenésük
Átlagos testhosszuk 16–20 centiméter közötti.

## Életmódjuk
Rovarokkal és hangyákkal táplálkoznak.